# Economia da educação
A economia da educação é o estudo de assuntos econômicos relacionados à educação, incluindo a demanda por educação e o financiamento e oferta de educação.

## Demanda por educação
O modelo dominante de demanda por educação é baseado na teoria do capital humano. A ideia central é de que o consumo de educação é um investimento na aquisição de habilidades e conhecimento que irá aumentar seus rendimentos, ou fornecer benefícios de longo prazo tais como uma apreciação pela literatura (algumas vezes chamado de capital cultural). Um aumento no capital humano pode acompanhar o progresso tecnológico na medida em que os empregados com conhecimentos são demandados devido à necessidade por suas habilidades, seja na compreensão do processo de produção, seja na operação de máquinas. Estudos de 1958 tentaram calcular os retornos vindos de anos a mais na escola (o aumento percentual na renda de um ano adicional de escolaridade). Resultados posteriores tentaram permitir retornos diferentes de acordo com a pessoa ou o nível de educação.
As estatísticas mostraram que países com altas taxas de pessoas com formação universitária se desenvolveram mais rápido que os países com taxas menores. Os Estados Unidos tem sido o líder mundial em avanços educacionais, começando com o high school movement (1910–1950). Também parece existir uma correlação entre diferenças de sexo  na educação e o nível de crescimento. É observado mais desenvolvimento  em países que possuem uma distribuição mais igual da porcentagem de mulheres e homens formados no ensino médio. Quando se trata de correlações entre os dados, a educação parece gerar crescimento econômico; no entanto, pode ser um caso de relação de causalidade ao contrário. Por exemplo, se a educação é vista como um bem de luxo, pode ocorrer que as famílias mais ricas estejam procurando um nível educacional maior como um símbolo de status, ao invés de uma relação de educação levando à riqueza.
O avanço educacional não é a única variável que afeta o crescimento econômico, embora ele explica apenas cerca de 14% do aumento médio anual na produtividade do trabalho durante o período 1915-2005. Devido a ausência de uma correlação mais significativa entre aquisição de educação formal e crescimento da produtividade, alguns economistas preferem acreditar que no mundo atual muitas habilidades e capacidades se desenvolvem a partir do aprendizado fora da educação tradicional, ou fora da escola.
Um modelo alternativo de demanda por educação, normalmente chamado de screening (rastreio), é baseado na teoria econômica da sinalização. A ideia central é que a aquisição de educação é um sinal de habilidade.

## Oferta de educação

### Financiamento e oferecimento
Na maioria dos países, a educação escolar é predominantemente financiada e oferecida pelos governos. O financiamento e o oferecimento público também exerce um papel importante no ensino superior. Embora haja um amplo consenso quanto ao princípio de que a educação, ao menos ao nível da escola, deveria ser financiada principalmente pelos governos, há um considerável debate sobre a extensão desejável da oferta pública de educação. Defensores do ensino público argumentam que a oferta pública universal promove a igualdade de oportunidades e coesão social. Oponentes ao oferecimento público defendem alternativas tais como bolsas.

### Determinantes do desempenho escolar: função produção em educação
O conceito de função produção, tomado da economia e aplicado ao campo da educação, relaciona várias variáveis (inputs) que afetam o aprendizado de um estudante, como escolas, recursos, famílias, colegas, vizinhos, etc., para medir os resultados (outputs), incluindo o posterior sucesso no mercado de trabalho, presença na faculdade, taxa de formatura e, mais frequentemente, pontuações em um teste padronizado. O estudo original que iniciou o interesse na ideia de funções de produção da educação foi feito por um sociólogo, James S. Coleman. O Relatório Coleman, publicado em 1966, concluiu que o efeito marginal de várias variáveis escolares (como os recursos) no desempenho do aluno era pequeno em comparação com o impacto das famílias e amigos.
O relatório iniciou um grande número de estudos que obtiveram sucesso, aumentando o número de economistas envolvidos, fornecendo resultados inconsistentes acerca do impacto dos recursos escolares no desempenho do aluno. A interpretação dos vários estudos tem sido controversa, em parte porque as descobertas têm sido diretamente debatidas no meio político. Duas linhas separadas de estudo têm sido amplamente debatidas. Primeiro, a questão geral quanto ao aumento de fundos para as escolas levando a um desempenho melhor (o debate do "dinheiro não importa") entrou nos debates legislativos e nas considerações jurídicas sobre os sistemas de financiamento escolar. Segundo, discussões políticas sobre a redução dos tamanhos das classes ampliou os estudos acadêmicos sobre a relação entre o tamanho de uma classe e seu desempenho.
Quanto à primeira questão, sobre os recursos destinados à educação, alguns autores defendem maior eficiência no uso destes recursos, em vez de simples aumento. Por outro lado, outros autores defendem que, embora os recursos não sejam o único ou principal fator que explica os resultados escolares, não deixa de ser importante, criticando a posição liberal que afirma que o "dinheiro não importa".

## Crítica marxista da educação no capitalismo
Embora Marx e Engels não tenham escrito abertamente sobre a educação, seus conceitos e métodos são teorizados e criticados pela influência de Marx com a educação sendo usada na reprodução das sociedades capitalistas. Marx e Engels abordaram a escolaridade como a "escolaridade revolucionária", onde a educação deveria servir como uma propaganda para a luta da classe operária. O paradigma clássico marxista observa que a educação serve aos interesses do capital, enquanto procura modos alternativos de educação que preparariam os estudantes e cidadãos para um modo socialista mais progressivo de organizações sociais. Marx e Engels entendiam a educação e o tempo livre como essenciais para o desenvolvimento de indivíduos livres e a criação de seres humanos multifacetados, assim, para eles, a educação deveria ocupar um papel mais essencial na vida das pessoas, ao contrário da sociedade capitalista, que é organizada principalmente ao redor do trabalho e da produção de commodities.